# Glomeremus pileatus
Glomeremus pileatus är en insektsart som först beskrevs av Krauss 1902.  Glomeremus pileatus ingår i släktet Glomeremus och familjen Gryllacrididae. Inga underarter finns listade i Catalogue of Life.